# Cloraminas
Las cloraminas son derivados de amoníaco y aminas orgánicas en los que uno o más enlaces N-H han sido reemplazados por enlaces N-Cl. Se pueden diferenciar dos clases de compuestos: cloraminas inorgánicas y cloraminas orgánicas.

## Cloraminas inorgánicas
Las cloraminas inorgánicas comprenden tres compuestos: monocloramina (NH2Cl), dicloramina (NHCl2) y tricloruro de nitrógeno (NCl3). La monocloramina, o simplemente cloramina, tiene una gran importancia como desinfectante para el agua.

## Cloraminas orgánicas

La N-Cloropiperidina es un raro ejemplo de cloramina orgánica.

La Cloramina-T se denomina cloramina, pero es realmente una sal (CH_{3}C_{6}H_{4}SO_{2}NClNa) derivada de una cloramina.

Existe una variedad de cloraminas orgánicas que son útiles en la síntesis orgánica. Entre ellas destacan la N-cloromorfolina (ClN(CH2CH2)2O), N-cloropiperidina y cloruro de N-cloroquinuclidinio.
Las cloraminas se producen comúnmente por la acción de la lejía sobre aminas secundarias:
{\displaystyle {\rm {R_{2}NH+NaOCl\rightarrow R_{2}NCl+NaOH}}}
El hipoclorito de terc-butilo se usa a menudo en lugar de lejía:
R2NH  +  t-BuOCl  →  R2NCl  +  t-BuOH

## Generación de cloraminas en las piscinas
Las cloraminas también se forman por reacción del cloro con el amoníaco introducido en las piscinas por la transpiración humana, la saliva, el moco, la orina y otras sustancias biológicas, y por los insectos y otras plagas. Las cloraminas son responsables del "olor a cloro" de las piscinas, así como de la irritación de la piel y los ojos. Estos problemas son el resultado de niveles insuficientes de cloro libre disponible, e indican una piscina que debe ser "sacudida" por la adición de 5 a 10 veces la cantidad normal de cloro.